# 周子寒
周子寒（1966年9月4日—），台湾女歌手，英文名Shirley，唱過多部電視劇主題曲。國光藝校畢業後第一份工作是在藍與白唱片當宣傳人員，曾為方季惟、潘美辰的宣傳。后因具有才藝被藍與白唱片相中試音，1990年出版《聽說你離開他》為成名關鍵。藍與白唱片將其定位為玉女歌手，也曾當選“軍中情人”。有多首膾炙人口的歌曲，曾以《吻和淚》創下1992年度台湾女歌手銷售之冠。後期淡出歌壇，專心從事太陽能事業。曾為動畫《阿貴》配音、寫劇本，也曾開過網路行銷公司，現在全心投入傳福音。2016年12月現身傅達仁「生前追思會」。

## 唱片
- 聽說你離開他(1990年5月)
- 心疼自己(1991年7月)
- 等不到我愛的你(1992年5月)
- 折磨(1993年2月)
- 天使在夜裡哭(1993年8月)
- 七部好戲十首好歌（精選集）(1993年12月)
- 勿忘我(1994年4月)
- 愛你太難(1995年)
- 圈兒詞(1995年8月)
- 情花(1997年4月)

## 電視劇
- 2001年 台視《春風》

## 獎項紀錄

### 金曲獎
| 年份   | 頒獎典禮    | 獎項                 | 作品     | 結果 |
| ------ | ----------- | -------------------- | -------- | ---- |
| 1991年 | 第3屆金曲獎 | 最佳新人獎           | 心疼自己 | 提名 |
| 1997年 | 第7屆金曲獎 | 最佳演唱專輯製作人獎 | 圈兒詞   | 提名 |